# Truus de Wit
Truus de Wit (geboren ca. 1959-1963) was de gebruikersnaam van iemand die op het Nederlandstalige usenet van 1993 actief was en sociale contacten onderhield. Dat deed zij met een account van de internetprovider XS4ALL, dat net was opgericht. Daarover werd zij dat jaar door Francisco van Jole digitaal geïnterviewd voor de Volkskrant,  waardoor ook de offline wereld over haar te horen kreeg. Daarin vertelde ze dat ze op de universiteit kennis heeft gemaakt met het internet. Het tijdschrift Net zou haar in 1995 tot "netcelebrity" uitroepen. In dat jaar verscheen er in de Volkskrant een ingezonden brief waarin Van Jole bijval kreeg van iemand die deze naam gebruikte. Op het internet plaatste ze enkele honderden eenlijninge reacties per jaar. Er heeft een fanclub voor haar bestaan, iets wat De Wit zelf te veel eer vond. Haar korte berichten werden omschreven als banaal, bits, bondig en briljant en op momenten te persoonlijk om door een chatbot gegenereerd te zijn. Het ontbreken van werkwoordsvormen werd wel vergeleken met het taalgebruik van Jerommeke uit de strips van Suske en Wiske. Ze had een grote liefde voor de stad Rotterdam.
Wie deze gebruikersnaam aanvoerde is nooit achterhaald. In 1999 publiceerde Margot Lagendijk het boek Truus=Truus. De titel is het antwoord dat ze zelf geeft als er gevraagd wordt naar haar werkelijke identiteit. Toch worden er in het boek de speculaties tegen het licht gehouden dat het om een schrijverscollectief, Van Jole dan wel de columniste Karin Spaink zou gaan. Omdat Lagendijk het onderwerp van haar boek zo goed kende werd er ook wel geopperd dat ze het zelf zou zijn, of in ieder geval zou weten wie het was. Zowel De Wit als Van Jole hebben ontkend dat ze dezelfde persoon zouden zijn.

## Publicatie
- Margot Lagendijk: Truus= Truus. De geautoriseerde biografie van het Nederlandse Internetfenomeen Truus de Wit. Delft, 1999. ISBN 90-90-12461-6